# Arctogadus borisovi
Az Arctogadus borisovi a csontos halak (Osteichthyes) főosztályának a sugarasúszójú halak (Actinopterygii) osztályába, ezen belül a tőkehalalakúak (Gadiformes) rendjébe és a tőkehalfélék (Gadidae) családjába tartozó faj.
Az Arctogadus halnem típusfaja.

## Előfordulása
Az Arctogadus borisovi elterjedései területe a Jeges-tenger, az Atlanti-óceán északkeleti része, valamint Kanada nyugati partjai, Szibéria parti vízei és Grönland északi és déli részei is.

## Megjelenése
Ez a halfaj 55,6 centiméter hosszú. Az eddigi legnehezebb kifogott példány 1500 grammot nyomott. Az állán jól fejlett tapogatószálak vannak.

## Életmódja
Az Arctogadus borisovi a brakk- és sós vizet kedveli. Nem vándorol. Általában a fenék közelében tartózkodik, távolabb a parttól. A jegek közelében érzi jól magát.

## Felhasználása
Ennek a halfajnak nincs gazdasági értéke. Csak az élőhelyén élő emberek halásszák táplálkozási célokból.